# Cyathea dilatata
Cyathea dilatata är en ormbunkeart som beskrevs av Rakotondr. och Janssen. Cyathea dilatata ingår i släktet Cyathea och familjen Cyatheaceae. Inga underarter finns listade.